# Kathrin Schmidt
Kathrin Schmidt (Gotha, Németország, 1958. március 12. –) német író, költő.

## Élete
Kathrin Schmidt 1958-ban született türingiai Gothában. 1964-től Waltershausenben nevelkedett. A középiskola befejezése után, 1976 és 1981 között, pszichológiát tanult a Jénai Egyetemen. Miután lediplomázott, 1981-1982 között, tudományos asszisztens lett a lipcsei Egyetemen. Később Rüdersdorfban dolgozott gyerekpszichológusként. 1986-1987 között irodalmi tanulmányokat folytatott a lipcsei Johannes R. Becher Irodalmi Intézetben (Literaturinstitut "Johannes R. Becher"). 1990-1991 között az Ypsilon nevű női magazin szerkesztője, majd 1993-ig társadalomtudósként dolgozott Berlinben. 1994 óta szabadúszó író. Berlinben él, házas, öt gyermeke van.
Kathrin Schmidtnek, aki fiatal korától ír, először versei jelentek meg. Költészetét különösen szigorú metrikus verselés, valamint kemény hangvétel és a szójátékok gyakori alkalmazása, míg regényeit gazdag történelmi ihletettség és barokk mágikus realizmus jellemzi.
Schmidt eddigi legnagyobb sikerét – a Német Könyvdíj elnyerését – az önéletrajzi ihletésű Nem halsz meg (Du stirbst nicht) című regénnyel érte el 2009 októberében. Ebben egy Helen Wesendahl nevű agyvérzés után a kómából felébresztett nő történetét írja le, akinek újra meg kell ismernie a világot és akinek újra kell tanulnia a nyelvet. A kötetről a kritika is elismerően nyilatkozott.
Kathrin Schmidt tagja a németországi PEN Központnak.

## Művei
- Kathrin Schmidt, Gedichte, Berlin, 1982 (versek, a Poesiealbum (Lyrikreihe) 179. kötete)
- Ein Engel fliegt durch die Tapetenfabrik. Berlin: Neues Leben, 1987 (versek)
- Flußbild mit Engel. Frankfurt am Main: Suhrkamp, 1995 (versek)
- Die Gunnar-Lennefsen-Expedition. Köln: Kiepenheuer & Witsch, 1998 (regény)
- Go-In der Belladonnen. Köln: Kiepenheuer & Witsch, 2000 (versek)
- Sticky ends. Frankfurt am Main: Eichborn, 2000 (tudományos-fantasztikus novella)
- Drei Karpfen blau. Berlin: Berliner Handpresse, 2000 (elbeszélések)
- Flußbild mit Engel. München: Lyrikedition 2000, 2000 (versek, új kiadás)
- Totentänze. Leipzig, 2001 (versek, Karl-Georg Hirsch-sel közösen)
- Koenigs Kinder. Köln: Kiepenheuer & Witsch, 2002 (regény)
- Seebachs schwarze Katzen. Köln: Kiepenheuer & Witsch, 2005 (regény)
- Du stirbst nicht. Köln: Kiepenheuer & Witsch, 2009. ISBN 978-3-462-04098-2 (regény)
- Blinde Bienen. Köln: Kiepenheuer & Witsch, 2010. ISBN 978-3-462-04193-4 (versek)
- Finito. Schwamm drüber. Köln: Kiepenheuer & Witsch, 2011. ISBN 978-3-462-04317-4 (elbeszélések)
- Tiefer Schafsee und andere Erzählungen (Madeleine Heublein három színes rézkarcával) Leipziger Bibliophilen-Abend, 2016 (elbeszélések)
- Kapoks Schwestern: Roman. Köln: Kiepenheuer & Witsch, 2016. ISBN 978-3-462-04924-4 (regény)
- waschplatz der kühlen dinge. Köln: Kiepenheuer & Witsch, 2018. ISBN 978-3-462-31812-8 (versek)

## Jelentősebb díjai
- 1988: Anna Seghers-díj
- 1993: Leonce-und-Lena-díj
- 1994: Meraner Lyrikpreis
- 2001: Német Kritikusok díja
- 2009: SWR-Bestenliste-díj
- 2009: Német Könyvdíj (A Du stirbst nicht című regényért.)
- 2010: Német Akadémia Róma Villa Massimo
- 2011: Újvidéki Nemzetközi Irodalmi Fesztivál Díja
- 2013: Thüringiai Irodalmi Díj
- 2016: Christine Lavant-díj
- 2018: Berlin-brandenburgi Ver.di irodalmi díj, Költészet (A waschplatz der kühlen dinge című verseskötetért.)

## Fordítás
- Ez a szócikk részben vagy egészben  a   Kathrin Schmidt című német Wikipédia-szócikk fordításán alapul.  Az eredeti cikk szerkesztőit annak laptörténete sorolja fel. Ez a jelzés csupán a megfogalmazás eredetét és a szerzői jogokat jelzi, nem szolgál a cikkben szereplő információk forrásmegjelöléseként.